# تزکین
تزکین (به فرانسوی: Tizguine) یک شهرک در مراکش است که در استان حوز واقع شده‌است. تزکین ۳٬۸۸۹ نفر جمعیت دارد.